# 봉은사 목 삼존불상
봉은사 목 삼존불상(奉恩寺 木 三尊佛像)은 서울특별시 강남구 삼성동, 봉은사에 있는 조선시대의 불상이다. 2007년 9월 27일 서울특별시의 유형문화재 제227호로 지정되었다.

## 개요
현재 봉은사 대웅전 뒤편에 소재한 영산전에 봉안되어 있는 목조석가불좌상과 목조가섭존자와 아난존자입상의 좌우 협시상이 삼존을 구성하고 있으며, 삼존상의 좌우에는 십육나한상이 봉안되어 있다. 본존석가상은 불신 좌우, 앞, 뒤로 양감이 느껴지는 체구로 무릎 폭은 체구에 비해 좁은 편이다. 세부를 살펴보면, 머리와 육계의 경계가 뚜렷하지 않아 마치 투구를 쓴 것처럼 두부가 둥글게 표현되었고, 그 정상에는 정상계주를, 두부의 전면중앙에는 반원형의 중간계주가 새겨져 있으며 머리위에는 나발이 촘촘하다. 얼굴은 방형에 가까운 둥근 상호에 이마의 선이 수평하고 이목구비는 다소 평면적이며 차분한 인상을 주는데 입의 양끝이 올라간 고졸한 표현이 눈에 띤다. 어깨는 둥글고 대의는 우견편단식으로 입었는데 오른쪽 어깨를 감싼 대의자락이 허리안으로 들어가는 형태의, 이른바 변형식 우견편단 착의법을 나타내고 있는데, 조선후기에 흔히 보이는 표현이라고 하겠다. 가슴에는 군의의 윗부분이 드러나고 양쪽 무릎에는 부채꼴로 옷주름이 새겨져 있는데 매우 도식화되었다. 오른손은 촉지인처럼 아래로 내렸고 별재로 제작하여 손목에 끼워 넣은 왼손을 무릎위에 올려 손가락을 약간 구부려서 엄지와 중지를 맞대고 있는데, 오른손은 아래로 내렸는데, 이 수인은 조각승 무염이 조성한 불갑사 대웅전 목조삼세불좌상의 본존 석가불상(1635년)을 비롯한 조선후기 석가불에서 자주 표현되는 수인이다.
본존상 좌측의 가섭존자는 머리 정상이 솟아오른 수행자의 모습으로 동안의 얼굴에 미소를 짓고 있으며, 원령의 내의 위에 가사를 입고 복부 주변에는 요포 같은 것을 덧입었으며, 그 아래로 신대(紳帶)가 두 발 사이로 내려온다. 두손은 모아서 합장하였다. 우측의 아난존자는 삭발한 승형으로 역시 원령의 내의 위에 가사를 걸치고 군의 중앙으로 신대가 흘러내리고 있다. 삼존상의 조성시기는 영산전 후불탱화의 화기에 1895년에 개금되었다고 하므로 최초의 조성은 이 보다 이른 시기일 것으로 생각된다.
봉은사 영산전 석가불상은 조선후기의 불상으로서 보존상태가 양호하고 1895년에 개금된 사실이 후불 벽화의 화기에 명시되어 있으며 초성(初成)시기는 이보다 이른 18세기 후반 경으로 추정되므로 서울시 유형문화재로 지정한다.

## 참고 자료
- 봉은사 목 삼존불상(석가불, 가섭존자, 아난존자) - 국가유산청 국가유산포털